# Moszkvai Nemzetközi Filmfesztivál
A Moszkvai Nemzetközi Filmfesztivál (oroszul: Московский международный кинофестиваль [Moszkovszkij mezsdunarodnij kinofesztyival]; angolul: Moscow International Filmfestival, rövidítése: MIFF) egy először 1935-ben megrendezett filmfesztivál, amely 1959-től évente ismétlődött.
Az első díjátadó ünnepséget 1935-ben Sztálin indította útjára a Velencei Nemzetközi Filmfesztivál mintájára, ezután hosszú időre törölték a rendezvényt. 1959-ben született újjá az ötlet, amikor két évente, majd 1999-től évente rendezték meg azt. Három filmszínház ad otthont az eseményeknek (Illuzion, Oktyabr, Rolan), a díjátadás pedig hagyományosan a Puskin Filmszínházban történik.
A díj egy Szent Györgyöt ábrázoló szobor, abban a formában, ahogyan az Moszkva címerében és zászlaján is látható. A jelenet fölé a Boldog Vazul-székesegyház kupoláját idéző forma borul, a szobor így összességében egy nyilat formáz.

## Díjak
- A fesztivál fődíja
- A zsűri különdíja
- A legjobb rendező díja
- A legjobb színész díja
- A legjobb színésznő díja
- A Perspektívák szekció díja
- Életműdíjak
- A FIPRESCI díja
- Az orosz filmkritikus zsűri díja
- Közönségdíj
- Az Orosz Filmklubok Szövetségének díja a hivatalos versenyprogram egy filmjének
- A legjobb orosz versenyfilm díja